# The Sea Chase
The Sea Chase (bra: Mares Violentos; prt: A Raposa dos Mares) é um filme norte-americano de 1955, do gêneros ação, dirigido por John Farrow e estrelado por John Wayne e Lana Turner.

## A produção

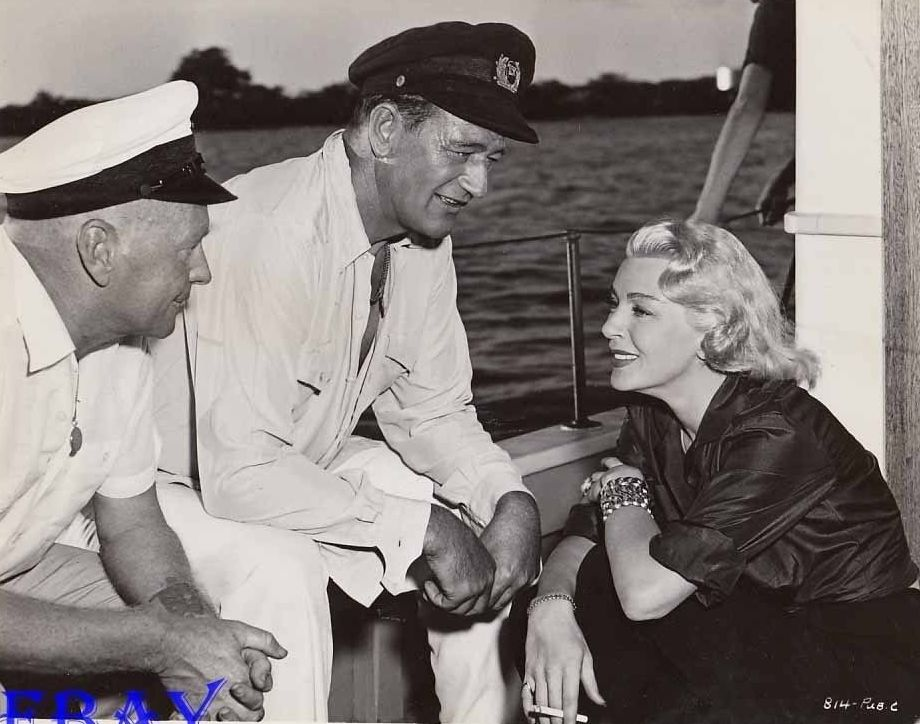
John Farrow, John Wayne, e Lana Turner no set de The Sea Chase (bra: Mares Violentos; prt: A Raposa dos Mares)

A princípio, as plateias estranharam ver John Wayne interpretar um capitão germânico, mas depois se deram conta de que ele odiava Hitler, o que o tornava digno de simpatia.
Este foi o primeiro filme de Lana Turner na Warner Bros. em 17 anos. Anteriormente, ela pisara no estúdio apenas em 1937, quando obteve um papel secundário em sua estreia no cinema, o drama They Won't Forget.

## Sinopse
O capitão Karl Ehrlich, patriota alemão que se opõe ao nazismo, tenta levar seu navio cargueiro da Austrália até o Mar do Norte. Ele tem de se haver com a perseguição de uma fragata britânica, falta de provisões, economia de combustível, tempestades, ataques de tubarões e um motim. Também a bordo encontra-se sua única alegria, a espiã Elsa Keller, por quem se apaixona.

## Elenco
| Ator/Atriz      | Personagem             |
| --------------- | ---------------------- |
| John Wayne      | Capitão Karl Ehrlich   |
| Lana Turner     | Elsa Keller            |
| David Farrar    | Comandante Jeff Napier |
| Lyle Bettger    | Oficial Chefe Kirchner |
| Tab Hunter      | Cadete Wesser          |
| James Arness    | Schlieter              |
| Dick Davalos    | Cadete Walter Stemme   |
| John Qualen     | Engenheiro Schmit      |
| Paul Fic        | Max Heinz              |
| Lowell Gilmore  | Capitão Evans          |
| Luis Van Rooten | Matz                   |
| Alan Hale Jr.   | Wentz                  |
| Claude Akins    | Winkler                |

## Literatura
- «John Wayne». EBAL. Cinemin. 5 (3). 1984
- MALTIN, Leonard, Classic Movie Guide, segunda edição, Nova Iorque: Plume, 2010 (em inglês)